# تارالي
تارالي هو كعك حلقي الشكل في جنوب إيطاليا. تشابه بنية هذا الكعك البريد ستيك أو البريتزل، ويحضّر التارالي محلى أو مالح. عادة ما يغطى التارالي المحلى بطبقة من السكر، أما التارالي المالح فيضاف إليه نكهات البصل أو الثوم أو السمسم أو الشمرة أو الفلفل الأسود. جرت العادة في إيطاليا أن يقدم التارالي المحلى أو الغير منكه مع النبيذ.

يصنع التارالي تقليديا على شكل حلقات بيضاوية محيطها بين 10-12 سم. وهناك شكل أصغر من التارالي، ويدعى التارالينو، يصنع أيضا على شكل حلقات بيضاوية محيطها بين 3.8-7.8 سم، يتم إنتاج التاراليني (الصغير) تجاريا. تشابه طريقة صنع التارالي طريقة صنع البيغل، حيث أن كعكات التارالي تسلق قليلا قبل الخبز، مما يعطيها بنية وملمس أقسى. يمكن أن يخزن كعك التارالو في وعاء محكم الإغلاق لعدة شهور.

## مرجع
1. 1 2  وصلة مرجع: http://pti.regione.sicilia.it/portal/page/portal/PIR_PORTALE/PIR_LaStrutturaRegionale/PIR_AssessoratoregionaledelleRisorseAgricoleeAlimentari/PIR_DipAgricoltura/PIR_AreeTematiche/PIR_Servizi/PIR_BrandSiciliaeMarketingterritoriale/PIR_Riconoscimentoetuteladeiprodottidiqualita/PIR_ProdottiAgroalimentariTradizionali/-Allegato%201%20al%20DM%2072505%20_21%20ventunesimo%20aggiornamento%20PA.pdf.
2. ↑  "معلومات عن تارالي على موقع babelnet.org". babelnet.org. مؤرشف من الأصل في 2019-12-14.
3. ↑  "معلومات عن تارالي على موقع tasteatlas.com". tasteatlas.com. مؤرشف من الأصل في 2019-12-14.

- وصفة تحضير التارالي